# Henrik Gulden
Henrik Gulden (* 29. Dezember 1995 in Drammen) ist ein ehemaliger norwegisch-deutscher Fußballspieler. Der zentrale Mittelfeldspieler stand zuletzt beim Mjøndalen IF unter Vertrag.

## Karriere

### Vereine
Gulden wurde in Drammen geboren und wuchs in Hattingen im Ruhrgebiet auf. Er ist der Sohn des ehemaligen Fußballspielers Bjørn Gulden, der nach seiner Sportkarriere u. a. CEO von Puma und Adidas wurde. Seine Brüder, die Zwillinge Noah und Scott (* 1999), sind in der Jugend des VfL Bochum aktiv. Henrik selbst begann mit dem Fußballspielen bei den Sportfreunden Niederwenigern und ging als E-Jugendlicher zu Schwarz-Weiß Essen. Er wechselte 2006, ein Jahr nach seinem Abgang von den Sportfreunden aus Niederwenigern, in die Jugend des VfL Bochum.
Obwohl er noch für die A-Jugend spielberechtigt war, kam er bereits am 21. April 2014, dem 31. Spieltag der Saison 2013/14, bei der 1:3-Niederlage gegen den 1. FC Köln zu seinem Debüt in der 2. Bundesliga, als er in der 83. Minute für Danny Latza eingewechselt wurde. Am 11. Mai 2014 stand er beim 1:0-Sieg gegen den Karlsruher SC erstmals in der Startelf. Nach Saisonende rückte Gulden von der Jugendmannschaft auf und kam seitdem überwiegend für Bochums zweite Mannschaft in der Regionalliga West zum Einsatz.
Im August 2015 wurde Gulden bis zum norwegischen Saisonende im Dezember 2015 an den Erstligisten Mjøndalen IF verliehen. Im Januar 2016 kehrte er nach vier Einsätzen nach Bochum zurück. Anfang Februar 2016 wurde sein Vertrag in Bochum aufgelöst und Gulden schloss sich dem Regionalligisten Rot-Weiss Essen an, mit dem er Ende Mai 2016 durch einen 3:0-Finalsieg gegen den Wuppertaler SV den Niederrheinpokal gewann.
Zur Saison 2016/17 wechselte Gulden in die Landesliga Niederrhein zu den Sportfreunden Niederwenigern, seinem Jugendverein aus Hattingen. Zum Jahresende verließ er den Verein in Richtung Mjøndalen IF. Dort beendete er Ende 2019 verletzungsbedingt seine Karriere.

### Nationalmannschaft
Gulden kam im Jahr 2012 auf fünf Einsätze für die U17-Nationalmannschaft und 2013 auf vier Einsätze für die U18-Auswahl des norwegischen Fußballverbands.

## Erfolge
Rot-Weiss Essen
- Niederrheinpokalsieger: 2016